# 岡庭愁人
岡庭 愁人（おかにわ しゅうと、1999年9月16日 - ）は、埼玉県出身のプロサッカー選手。Jリーグ・レノファ山口FC所属。ポジションはディフェンダー。

## 来歴
埼玉県出身でレジスタFCからFC東京の下部組織に進んでU-18までプレー。U-18時代には久保建英や原大智とともにクラブユース選手権で優勝に貢献。U-18卒業後は明治大学に進学し、2021年6月にユース時代に過ごしたFC東京への加入が決まった。
2021年6月6月、ルヴァンカップ・プレーオフの湘南ベルマーレ戦でプロデビューを果たした。6月24日、第19節の徳島ヴォルティス戦ではスタメンでJ1デビューを果たした。
2022年7月18日、大宮アルディージャに育成型期限付き移籍で加入することが発表された。抜群のスピードと運動量で大宮の攻撃を活性化。守備でも奮闘し、大宮のJ2残留を助けた。
2023年は通常の期限付き移籍での加入となり、昨年に比べると低調な滑り出しになったものの、終盤戦で復調し活躍を見せ、チーム内でただ1人シーズン全試合出場を果たした。しかし、チームはJ3降格を喫した。
2024年1月6日、ジェフユナイテッド千葉に期限付き移籍で加入することが発表された。2024年4月3日、第8節の栃木SC戦でJリーグ初ゴールを挙げるなど30試合に出場し、3得点を記録した。
2024年12月28日に千葉との期限付き移籍期間の終了とレノファ山口FCへの期限付き移籍加入が発表された。

## 所属クラブ
- レジスタFC
- FC東京U-15深川
- FC東京U-18（堀越高校[11]）
  - 2016年 - 2017年 FC東京（2種登録選手）
- 明治大学
  - 2021年 FC東京（特別指定選手）
- 2022年 - FC東京
  - 2022年7月 - 大宮アルディージャ  (育成型期限付き移籍）
  - 2024年 ジェフユナイテッド千葉（期限付き移籍）
  - 2025年 - レノファ山口FC（期限付き移籍）

## 個人成績
| 国内大会個人成績 | 国内大会個人成績 | 国内大会個人成績 | 国内大会個人成績 | 国内大会個人成績 | 国内大会個人成績 | 国内大会個人成績 | 国内大会個人成績 | 国内大会個人成績 | 国内大会個人成績 | 国内大会個人成績 | 国内大会個人成績 |
| 年度             | クラブ           | 背番号           | リーグ           | リーグ戦         | リーグ戦         | リーグ杯         | リーグ杯         | オープン杯       | オープン杯       | 期間通算         | 期間通算         |
| 年度             | クラブ           | 背番号           | リーグ           | 出場             | 得点             | 出場             | 得点             | 出場             | 得点             | 出場             | 得点             |
| 日本             | 日本             | 日本             | 日本             | リーグ戦         | リーグ戦         | リーグ杯         | リーグ杯         | 天皇杯           | 天皇杯           | 期間通算         | 期間通算         |
| ---------------- | ---------------- | ---------------- | ---------------- | ---------------- | ---------------- | ---------------- | ---------------- | ---------------- | ---------------- | ---------------- | ---------------- |
| 2016             | F東23            | 21               | J3               | 2                | 0                | -                | -                | -                | -                | 2                | 0                |
| 2017             | F東23            | 31               | J3               | 14               | 0                | -                | -                | -                | -                | 14               | 0                |
| 2019             | 明治大           | 23               | -                | -                | -                | -                | -                | 1                | 0                | 1                | 0                |
| 2021             | FC東京           | 39               | J1               | 1                | 0                | 1                | 0                | -                | -                | 2                | 0                |
| 2022             | FC東京           | 39               | J1               | 0                | 0                | 2                | 0                | 0                | 0                | 2                | 0                |
| 2022             | 大宮             | 3                | J2               | 14               | 0                | -                | -                | -                | -                | 14               | 0                |
| 2023             | 大宮             | 3                | J2               | 42               | 0                | -                | -                | 2                | 0                | 44               | 0                |
| 2024             | 千葉             | 19               | J2               | 30               | 3                | 1                | 0                | 3                | 0                | 34               | 3                |
| 2025             | 山口             | 55               | J2               |                  |                  |                  |                  |                  |                  |                  |                  |
| 通算             | 日本             | 日本             | J1               | 1                | 0                | 3                | 0                | -                | -                | 4                | 0                |
| 通算             | 日本             | 日本             | J2               | 86               | 3                | 1                | 0                | 5                | 0                | 92               | 3                |
| 通算             | 日本             | 日本             | J3               | 16               | 0                | -                | -                | -                | -                | 16               | 0                |
| 通算             | 日本             | 日本             | 他               | -                | -                | -                | -                | 1                | 0                | 1                | 0                |
| 総通算           | 総通算           | 総通算           | 総通算           | 103              | 3                | 4                | 0                | 6                | 0                | 113              | 3                |

- 2016年・2017年は2種登録選手、2021年は特別指定選手
- Jリーグ初出場 - 2016年9月11日 J3第21節 vsグルージャ盛岡（いわぎんスタジアム）
- Jリーグ初得点 - 2024年4月3日 J2第8節 vs栃木SC（フクダ電子アリーナ）

## タイトル

### クラブ
FC東京U-15深川
- 高円宮杯第26回全日本ユース(U-15)サッカー選手権大会:(2014年)

FC東京U-18
- 高円宮杯U-18サッカーリーグ2017 チャンピオンシップ：（2017年）
- 高円宮杯U-18サッカーリーグ2017 プレミアリーグEAST：（2017年）
- 第40回日本クラブユースサッカー選手権 (U-18)大会：（2016年）
- 第41回日本クラブユースサッカー選手権 (U-18)大会：（2017年）
- 2016Jユースカップ：（2016年）

明治大学
- 関東大学サッカーリーグ戦：1回（2020年）

### 個人
- 関東大学サッカーリーグ戦・ベストイレブン：1回（2021年）[12]

## 代表歴
- U-17日本代表
- U-18日本代表
- U-20全日本大学選抜